# Torneo di Wimbledon 2022 - Singolare femminile in carrozzina
Diede de Groot era la campionessa in carica e ha confermato la vittoria dell'edizione precedente battendo 
in finale Yui Kamiji con il punteggio di 6-4, 6-2: con questo trionfo è arrivata a 4 vittorie nel Torneo di Wimbledon e 15 in tutti gli slam.

## Teste di serie
1. Diede de Groot (campionessa)

1. Yui Kamiji (finale)

## Tabellone

### Legenda
| - Q = Qualificato - WC = Wild card - LL = Lucky loser | - ALT = Alternate - SE = Special Exempt - PR = Protected Ranking | - w/o = Walkover - r = Ritirato - d = Squalificato |

|  | Quarti di finale | Quarti di finale   | Quarti di finale   | Quarti di finale | Quarti di finale |  |  | Semifinali | Semifinali      | Semifinali      | Semifinali | Semifinali |   |   | Finale | Finale         | Finale         | Finale | Finale |  |
|  |                  |                    |                    |                  |                  |  |  |            |                 |                 |            |            |   |   |        |                |                |        |        |  |
|  | 1                | Diede de Groot     | Diede de Groot     | 6                | 6                |  |  |            |                 |                 |            |            |   |   |        |                |                |        |        |  |
|  |                  | Dana Mathewson     | Dana Mathewson     | 1                | 1                |  |  | 1          | Diede de Groot  | Diede de Groot  | 6          | 6          |   |   |        |                |                |        |        |  |
|  |                  | Lucy Shuker        | Lucy Shuker        | 2                | 2                |  |  | WC         | Momoko Ohtani   | Momoko Ohtani   | 1          | 0          |   |   |        |                |                |        |        |  |
|  | WC               | Momoko Ohtani      | Momoko Ohtani      | 6                | 6                |  |  |            |                 |                 |            |            |   |   | 1      | Diede de Groot | Diede de Groot | 6      | 6      |  |
|  |                  | Aniek Van Koot     | Aniek Van Koot     | 2                | 2                |  |  |            |                 | 2               | Yui Kamiji | Yui Kamiji | 4 | 2 |        |                |                |        |        |  |
|  |                  | Jiske Griffioen    | Jiske Griffioen    | 6                | 6                |  |  |            | Jiske Griffioen | Jiske Griffioen | 1          | 2          |   |   |        |                |                |        |        |  |
|  |                  | Kgothatso Montjane | Kgothatso Montjane | 3                | 3                |  |  | 2          | Yui Kamiji      | Yui Kamiji      | 6          | 6          |   |   |        |                |                |        |        |  |
|  | 2                | Yui Kamiji         | Yui Kamiji         | 6                | 6                |  |  |            |                 |                 |            |            |   |   |        |                |                |        |        |  |